# Bigene
Bigene est un des six secteurs appartenant à la région de Cacheu au Guinée-Bissau. En 2009, il comptait 57 237 habitants.